# Borough of Fylde
Borough of Fylde är ett distrikt (motsvarande kommun) i grevskapet Lancashire i England i Storbritannien. Distriktet har 83 008 invånare (2022). Större orter är Kirkham och Lytham St Annes. Distriktet är indelat i 17 civil parishes.